# Krunoslav Lovrek
Krunoslav Lovrek (ur. 11 września 1979 w Varaždinie) – chorwacki piłkarzem grający na pozycji napastnika w klubie NK Tehničar 1974.

## Kariera
W sezonie 2006/07 Lovrek strzelił najwięcej goli dla swojego ówczesnego klubu NK Zagreb. Uzyskał wtedy 18 bramek. W następnym sezonie 2007/08 do czasu odniesienia kontuzji w styczniu 2008 roku zdobył 14 bramek.
Rozegrał 5 meczów i strzelił 1 gola w reprezentacji Chorwacji do lat 19, a także 7 meczów w reprezentacji Chorwacji do lat 21.